# Aphestia nigra
Aphestia nigra là một loài ruồi trong họ Asilidae. Aphestia nigra được Bigot miêu tả năm 1878.